# Герб Сулимівки
Герб Сулимівки — геральдичний символ населених пунктів Богданівської сільської ради Яготинського району Київської області (Україна): Сулимівки і Божків. Герб затверджений сесією сільської ради (автор — О. Желіба).

## Опис
Щит пересічений, верхній золотій його частині виникаючий чорний орел у срібному озброєнні з червоним язиком, у нижньому червоному полі три соняхи (2:1) із чорною ґратованою серцевиною та золотими пелюстками. Щит накладено на бароковий картуш, що увінчаний золотою хлібною короною. Допускається використання герба без картуша та корони.
Допускається використання герба з додаванням рослинного декору та червоної стрічки з написом золотими літерами «СУЛИМІВКА».

## Трактування
Герб складено на основі герба Сулима засновника села Івана Сулими:
- чорний орел — символ мужності, гордості, волі, хоробрості, благородства, козацтва;
- три соняхи — символи хліборобської праці сулимівчан (вони замінили три камені герба Сулим);
- картуш — декоративна прикраса, що виконана в стилі козацького бароко; згадка про те, що село було засноване саме в козацькі часи;
- золота хлібна корона — символ місцевого самоврядування й достатку мешканців села.